# Призраки в Коннектикуте
«Призраки в Коннектикуте» (англ. The Haunting in Connecticut) — американский фильм ужасов режиссёра Питера Корнуэлла и кинокомпании  Gold Circle Films выпущенный в 2009 году.

## Сюжет
В 1987 году Сара Кэмпбелл (Вирджиния Мэдсен) везет своего сына Мэтта (Кайл Галлнер) домой из больницы, где он проходил курс лечения от рака. Сара и её муж Питер (Мартин Донован), выздоравливающий алкоголик, обсуждают поиск съёмного дома поближе к больнице. Во время очередного визита в больницу Сара находит мужчину, который вывешивает табличку "сдаётся" перед большим домом. Мужчина расстроен и предлагает ей первый месяц бесплатно, если она сразу же снимет его.
На следующий день Питер приезжает с братом Мэтта Билли (Тай Вуд) и кузенами Венди (Аманда Крю) и Мэри, и они выбирают комнаты. Мэтт выбирает подвал, где находится таинственная дверь. После переезда Мэтт страдает от серии видений, связанных со старым бородатым мужчиной и трупами с символами, вырезанными на их коже. На следующий день Питер узнает, что дом якобы был похоронным бюро; комната за таинственной дверью-морг.
Мэтт рассказывает другому пациенту, преподобному Николасу Попеску (Элиас Котеас), о видениях. Николас советует ему выяснить, чего хочет дух. Позже Мэтт находит обгоревшую фигуру в своей комнате,которая начинает двигаться к нему. Когда семья возвращается домой, они находят Мэтта без рубашки с пальцами, покрытыми кровью от царапин на стене.
Семья начинает страдать от стресса, вызванного болезнью Мэтта и его странным поведением. Дети находят коробку с фотографиями, на которых изображён Иона, молодой человек из видений Мэтта, на спиритическом сеансе, испускающий изо рта эктоплазму. Венди и Мэтт выясняют, что похоронным бюро управлял человек по имени Рэмси Эйкман. Эйкман также проводил психические исследования и проводил сеансы с Ионом в качестве медиума. На одном из сеансов все присутствующие, включая Айкмана, были найдены мёртвыми, а Иона исчез.
Николас предполагает, что Эйкман практиковал некромантию в попытке контролировать мёртвых и привязывать их к дому. В ту же ночь Николас находит в доме человеческие останки и убирает их. Мэтт просыпается, чтобы найти символы Эйкмана, вырезанные на его коже. Его везут в больницу, где он встречает Иона. У Николаса и Мэтта начинаются одновременные видения. Все присутствующие на сеансе сгорают после вспышки яркого света. Едва живой Эйкман велит Иону убираться из дома, опасаясь, что демоническое присутствие настигнет его следующим. Иона использует кухонный лифт, чтобы сбежать, зовя на помощь. Войдя в неизвестную комнату, Иона понимает, что попал в крематорий. Дух заманивает Иона в крематорий и сжигает его заживо.
Питер и Сара узнают, что лечение рака Мэтта не дало никакого эффекта. Затем они обнаруживают, что Мэтт сбежал из больницы. Вернувшись в дом, Николас оставляет сообщение, в котором говорит семье немедленно убираться из дома – дух Иона на самом деле защищал их от духов. Мэтт пробивает топором стены в передней комнате, обнажая пыльные трупы, спрятанные Эйкманом в стенах. Он заставляет Венди и детей выйти, забаррикадировавшись внутри и разрушая другие стены, в то время как трупы начинают падать в комнату. Взгляд переключается с Мэтта на Иона, который, кажется, занимает тело Мэтта. Мэтт поджигает тела и комнату. Позже следователи прибывают в дом и обнаруживают, что он охвачен пламенем.
Когда прибывает пожарная команда, Сара и Питер отчаянно пытаются попасть внутрь, чтобы спасти Мэтта. Духи, наконец освобождённые, исчезают. Снаружи все со слезами на глазах наблюдают, как аварийная бригада пытается реанимировать умирающего Мэтта. Когда Мэтт ускользает, он видит себя стоящим на кладбище, где он видит Иона, который больше не выглядит сожжённым. Он, кажется, собирается последовать за Ионом, когда слышит голос своей матери.
Он возвращается в своё тело, и дух Иона покидает его. Рак Мэтта исчез, и дом был перестроен и перепродан без дальнейших сообщений о случаях привидений.

## В ролях
- Вирджиния Мэдсен — Сара Кембелл
- Кайл Галлнер — Мэтт Кембелл
- Софи Найт — Мэри Кембелл
- Мартин Донован — Питер Кембелл
- Тай Вуд — Билли Кембелл
- Элиас Котеас — Реверенд Попеску
- Аманда Крю — Венди

## Интересные факты о реальной истории
- Сын Кармен Рид действительно был серьёзно болен раком иммунной системы под названием лимфома Ходжкина.
- «Призраки в Коннектикуте» — во многом правдивая история о том, что реальная семья переехала 30 июня 1986 года из штата Нью-Йорк на Мериден Авеню в штате Коннектикут, чтобы быть рядом с больницей, где осуществлялось лечение их сына.
- Дом был на самом деле похоронным бюро. Даррел Керн, бывший владелец дома, подтвердил, что до покупки в 1980-м году он служил в качестве похоронного бюро Hallahan несколько десятилетий.
- Герой Иона, изображённый в фильме — персонаж вымышленный, введённый в сюжетную линию, чтобы дать объяснение сверхъестественным элементам фильма.
- Сыновья Кармен Рид действительно спали в подвале, где располагались ранее комнаты бальзамирования.
- В действительности сын не видел умерших людей с письменами.
- В доме на самом деле было найдено какое-то количество фотографий умерших людей.
- Ряд эпизодов фильма с паранормальными явлениями действительно имели место: мигание света, хотя в осветительных приборах не было лампочек; старший брат действительно вращал на каталке в морге своего младшего брата; во время приготовления обеда на столе на самом деле не оказалось посуды, до этого туда поставленной; в фильме в занавесках чуть не задохнулась племянница, а в реальной истории это был сам Кармен Рид.[источник не указан 3634 дня]
- В стенах дома не были найдены трупы или органы — этот элемент создан Голливудом.
- Дом не сжигался — это театральный эффект для атмосферы очищения дома.
- Повлияли ли события в доме на течение болезни или это результат лечения в больнице, но рак у сына Кармен Рид исчез.
- Последующие владельцы дома утверждают, что прожили в нём в течение десяти лет и что он является прекрасным местом — вся мистика — «глупости Голливуда».